# Ulisses de Araújo Couto
Ulisses de Araujo Couto foi um político brasileiro do estado de Minas Gerais. Foi deputado estadual em Minas Gerais durante o período de 1959 a 1963 (4ª legislatura) pelo PR. Atuou na 5ª legislatura (1963 - 1967) como suplente.